# Баффо, Джозеф
Джозеф Баффо (швед. Joseph Baffo; 11 июля 1992, Аккра, Гана) — шведский футболист ганского происхождения, защитник, клуба «Айнтрахт» из Брауншвейга.

## Клубная карьера

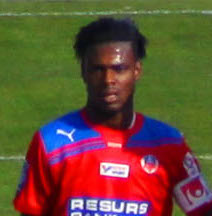
Баффо в составе «Хельсингборга»

Баффо начал карьеру в клубе «Вернаму», в одном из низших дивизионов Швеции. После двух сезонов талантливого защитника заметили и пригласили в «Хельсингборг». Для получения игровой практики Джозеф на правах аренды вернулся в «Вернаму», где провёл ещё полгода. В начале 2011 года он вернулся в «Хельсингборг». 3 апреля в матче против «Мьельбю» Баффо дебютировал в Аллсвенскан лиге. 7 августа в поединке против «Сюрианска» он забил свой первый гол за команду. С «Хельсингборгом» Баффо выиграл чемпионат Швеции, а также дважды стал обладателем Кубка и Суперкубка Швеции.
Так и не сумев стать основным футболистом в 2013 году Джозеф на правах аренды перешёл в норвежскую «Волеренгу». 11 августа в матче против «Старта» он дебютировал в чемпионате Норвегии.
В 2014 году контракт Баффо с «Хельсингборгом» закончился и он на правах свободного агента присоединился к «Хальмстаду». 30 марта в матче против «Эребру» он дебютировал за новую команду. 18 августа в поединке против «Норрчёпинга» Баффо забил свой первый гол за «Хальмстад».
Летом 2015 года Джозеф перешёл в немецкий «Айнтрахт» из Брауншвейга. 15 августа в матче против «РБ Лейпциг» он дебютировал во Второй Бундеслиге. 16 декабря в поединке Кубка Германии против «Штутгарта» Баффо забил свой первый гол за брауншвейгский клуб.

## Международная карьера
В 2015 году в составе молодёжной сборной Швеции Джозеф выиграл молодёжный чемпионат Европы в Чехии. На турнире он сыграл в матчах против Италии, Англии и дважды Португалии.

## Достижения
Международные
 «Хельсингборг»
- Чемпионат Швеции по футболу — 2011
- Обладатель Кубка Швеции — 2010
- Обладатель Кубка Швеции — 2011
- Обладатель Суперкубка Швеции — 2011
- Обладатель Суперкубка Швеции — 2012

Международные
 Швеция (до 21)
- Молодёжный чемпионат Европы — 2015